# Promethium(III)-iodid
Promethium(III)-iodid ist eine chemische Verbindung aus den Elementen Promethium und Iod. Es besitzt die Formel PmI3 und gehört zur Stoffklasse der Iodide.

## Darstellung und Eigenschaften
Promethium(III)-iodid ist nicht aus Promethium(III)-oxid (Pm2O3) durch Reaktion mit HI-H2-Gemischen darstellbar, es bildet sich stattdessen Promethium(III)-oxiiodid (PmOI). Durch Reaktion von Pm2O3 mit geschmolzenem Aluminiumiodid (AlI3) bei 500 °C entsteht das gewünschte Produkt. Es ist ein roter Feststoff mit einem Schmelzpunkt von 695 °C.

## Sicherheitshinweise
Einstufungen nach der CLP-Verordnung liegen nicht vor, weil diese nur die chemische Gefährlichkeit umfassen und eine völlig untergeordnete Rolle gegenüber den auf der Radioaktivität beruhenden Gefahren spielen. Auch Letzteres gilt nur, wenn es sich um eine dafür relevante Stoffmenge handelt.